# Труп № 1346
«Труп № 1346» — российский немой фильм режиссёра В. Кривцова. Драма в 2 частях и 32 картинах. Длина плёнки составляла 660 м. Производство кинокомпании «П. Тиман и Ф. Рейнгардт». Премьера 4 сентября 1912 года. Фильм положил начало «Русской Золотой Серии». Картина является утраченной.

## Актёры и роли
- В. Максимов — доктор Бродский
- М. Горичева — Лиза Ростова
- М. Тамаров — Тамаров, богач
- И. Марьяненко — бандит
- Ковальчук — бандит
- Петляшенко — бандит
- Маринич — бандит

## Сюжет
В роскошной загородной даче богача Ростова справляются именины его единственной дочери-красавицы Лизы. Среди гостей молодой врач Бродский, уже известный хирург, безумно влюбленный в дочь хозяина. Красавица Лиза отвечает ему взаимностью, и молодые люди пользуются каждой минутой, чтобы остаться наедине. Окончен шумный бал, и на рассвете Бродский возвращается домой, полный чарующих грез о будущем счастье; но у подъезда его квартиры его ожидает обезумевший от горя человек и умоляет немедленно ехать на операцию, чтобы спасти жизнь его жены. Покорный голосу долга, молодой хирург отправляется в лечебницу, и вот в операционном зале на глазах ассистентов и врачей происходит незаметная, но жуткая драма: обезумевший от горя муж врывается в операционную залу и отталкивает Бродского от больной. Операционный нож скользнул по руке хирурга, и несчастный заражается гнилостным ядом. Наступают тяжелые дни болезни, когда Бродский борется со смертью, и в это время богатый аристократ Тамаров делает предложение Лизе. Потребовав неделю срока для ответа, бедная девушка пишет письмо за письмом своему возлюбленному, но, не получая ответа, думает, что ей изменили, скрепя сердце соглашается на брак и уезжает с мужем заграницу. Бродский выздоравливает, но, увы, карьера хирурга для него кончена: правая рука несчастного поражена неизлечимым недугом. Весть об измене любимой девушки окончательно подрывает силы молодого врача, и, полный безысходного горя, он выпивает первую рюмку, чтобы забыться.
Проходит год. Бывший блестящий врач становится завсегдатаем подозрительного трактирчика и ведет знакомство с его постоянными посетителями. Случай сталкивает его на улице с возвратившейся из-за границы Лизой, но это уже не прежняя Лиза, и она не хочет узнавать когда-то любимого человека.
Желая во что бы то ни стало подняться до прежнего положения в обществе, Бродский соглашается на предложение своих новых друзей – принять участие в ограблении почты. Ночь. Почтовая дорога. Лихая тройка грабителей птицей мчится за почтовой телегой, но вдруг ямщик осаживает тройку – он понял, что замыслили злодеи. Времени терять нельзя. Грабители убивают ямщика и хотят мчаться дальше, но в Бродском просыпается доктор: он не хочет бросить несчастного без помощи и отказывается от участия в преступлении. Боясь измены, разозленные неудачей грабители ударом револьвера кончают счеты с изменником и бросают его в ров. В угасшей памяти умирающего одна за другой проносятся картины былого счастья с Лизой… а через два дня в городской мертвецкой выставлен неизвестный труп под № 1346.

## Съёмки
Фильм снимался в Киеве в районах Сырец и Куренёвка. Для производства кинофильма фирма «П. Тиман и Ф. Рейнгардт» арендовала на Сырце двухэтажный особняк на берегу озера и построила съёмочный павильон. Актёр И. Марьяненко так вспоминал съёмки картины:
…Роли у нас, украинских актёров, — Ковальчука, Петляшенко, Маринича и меня, были незначительные. Снимались мы без грима, в своей одежде. Съёмки были частично на Киево-Житомирском шоссе,[…] а частично возле Киева — на Куренёвке, по дороге на Пущу-Водицу. Там были чьи-то огороды и разные полуразрушенные строения. Руководила работой какая-то женщина, очевидно, француженка, потому что разговаривала только по-французски с Максимовым, который снимался в главной роли и сам, по сути, осуществлял режиссуру. У меня сложилось впечатление, что он был заинтересован даже материально, потому что сам договаривался с нами об оплате нашей работы, которая вылилась в очень мизерную сумму. Но нас интересовали, главным образом, процесс и последствия работы в кино. Там же, если не ошибаюсь, мы — бандиты — обратили героя — Максимова — в этот самый „труп № 1346“. Съёмки проводились главным образом при дневном освещении, потому что на всём экономили.

## Критические отзывы
Киновед Б. С. Лихачёв так в 1927 году писал о фильме:
Этот фильм является исторической датой, так как именно с него начинается знаменитая „Русская Золотая Серия“, одно название которой стало в наше время нарицательным. Сам сценарий, сделанный по всем правилам искусства угождения мещанской публики, постановка, монтаж и композиция кадра — являются буквально классическими образцами, по которым строились все последующие картины этого жанра. Именно в этом фильме В. В. Максимов, делавший свои первые шаги на кино-поприще, создал тот тип слащавого любовника в безукоризненном фраке, который проник в русское кино и прочно укрепился в нём на многие годы. Элегантные манеры врождённого аристократа как нельзя более подошли к экрану и к вкусам тогдашнего зрителя, и Максимов сразу же стал „звездой“ русской кинематографии.